# Reserva (kommun)
Reserva är en kommun i Brasilien.   Den ligger i delstaten Paraná, i den södra delen av landet, 1 000 km söder om huvudstaden Brasília. Antalet invånare är 25 177.
Följande samhällen finns i Reserva:
- Reserva

Omgivningarna runt Reserva är en mosaik av jordbruksmark och naturlig växtlighet. Runt Reserva är det glesbefolkat, med 15 invånare per kvadratkilometer.